# Я знаю всё! (телеигра)
«Я знаю всё!» — телевизионная игра, выходившая на канале ТВ-6 с 15 октября 2000 по 19 января 2002 года.

## О программе
Данная телеигра проводилась компанией LG Electronics под патронажем Министерства образования России и МГУ им. Ломоносова. Выходила по субботам утром. Иногда программа могла выходить в эфир в воскресенье утром или в пятницу днём. В каждой игре определялся победитель, затем победитель месяца, квартала, года. Вопросы к игре составляли преподаватели МГУ и других ведущих вузов, члены клуба знатоков «Что? Где? Когда?», КВНщики.
Первоначально ведущими программы были Владимир Долинский и Елизавета Олиферова. В дальнейшем Долинского сменил Пётр Кулешов, пришедший в программу после прекращения выхода викторины «Своя игра» на ТВ-6. Последними ведущими (назначенными уже во времена работы на канале бывших сотрудников НТВ) были Борис Бим-Бад и Тина Канделаки. Программа была сделана по подобию филиппинской версии Digital LG Quiz (рус. Цифровая викторина LG).
«Я знаю всё!» — один из немногих телепроектов старого ТВ-6, который остался в эфире после прихода команды Евгения Киселёва весной 2001 года.

## Отбор
Отбор в программу проводился в 2 этапа.

### Телетестинг
Проводился 4 раза в год. Задача — набрать хорошее число очков по результатам теста на IQ и 3 предметных (можно сдавать до 10, берутся лучшие результаты трёх тестов). В день можно пройти не более двух (правило не применяется к тесту на IQ, так называемый тест интеллектуального потенциала). Помимо тестов на эрудицию, проводились и психологические тесты, поскольку участникам нужно было выступать на телевидении перед широкой зрительской аудиторией ТВ-6.
Последняя возможность участия в олимпиаде «Телетестинг» была по результатам марта 2001 года. Осенью 2001 года через неё набора уже не было. В настоящее время «Телетестинг» сохранился только в коммерческом режиме как самооценка.

### В студии
1 этап. Задаётся 50 вопросов. Читается дважды (второй раз в пределах 15 секунд на написание).
2 этап. Заполнить анкету, а затем на том же листе написать текст за 3 минуты (аналог конкурса «Оратор»).
В результате отбора оставались наиболее талантливые школьники, которые и получали приглашение на телеигру.

## Телеигра
В каждой игре принимают участие четыре (в 2001-2002 гг. — три) человека. Игра проходит в семь (в 2001-2002 гг. — шесть) раундов. Победу одерживает один из них и выигрывает деньги. Интеллект игроков оценивают члены жюри из трёх человек. Победитель игры получает сертификат на стипендию в $300, а школа, которую он представляет — телевизор LG. Игрок, который сумеет пройти все этапы конкурса, выйдет в финал и победит в нём, став игроком года, получает стипендию в $32 000.

### Первый тур (Разминка)
Игрокам предлагаются самые разные вопросы. Их задача — быстро и правильно на них отвечать. Кто быстро нажимает на кнопку, имеет право ответа. Если ответ верный, участник получает один балл. Если ответ неверный, кнопку может нажать любой другой участник. Если его ответ правильный, то он получает не один, а целых два балла.

### Оратор
Игроки в этом туре выражают свою точку зрения, мыслят, проявляют логику. Каждый участник должен сделать небольшой доклад на тему, которую предложат ведущие. Выступления оценивают члены жюри. Максимальная оценка составляет 10 баллов. На высказывание даётся 45 секунд. В сезоне 2001—2002 годов этот тур был упразднён.

### Путешествие
Игрокам показываются пять (во втором сезоне — четыре) видеосюжетов, посвящённых одной и той же стране. В каждом отрывке есть комментарии, так называемые подсказки, которые помогут. Задача игроков — как можно быстрее угадать страну и результат занести в компьютер. Игроки дают ответы после каждого сюжета. За каждый правильный ответ полагается один балл. Чем раньше игроки угадают, тем больше баллов они заработают.

### Лестница
Игроки в данном туре поднимаются по интеллектуальной лестнице. Члены жюри называют 7 тем лестницы, которые отображены на экране. Ведущие задают ряд вопросов из одной области знаний. Лестница состоит из 7 ступеней. Одна ступенька оценивается в один балл. При верном ответе участник поднимается на одну ступень вверх, а при неверном — опускается на одну ступень вниз. Игрок, который набрал наибольшее количество баллов, выбирает тему первым. Также есть право остановиться:
1. по желанию игрока
2. при условном −1 очке (игрок упал с интеллектуальной лестницы)
3. после 15? заданных вопросов
4. при достижении вершины (7-й ступени) лестницы

### Опыт (Практикум)
В начале ведущие объясняют игрокам суть опыта (из области физики или химии), который будет проведен. Затем участники выбирают один из возможных результатов опыта и объясняют свою точку зрения. После опыта в зависимости от его итога и ответа игрока, жюри присуждает каждому участнику от 0 до 5 баллов.

### Эксперт
В решающем туре игрокам, набравшим наименьшее количество баллов, предоставляется возможность догнать лидеров и выйти в финал. Задача игроков — быстро и чётко объяснить, что находится на экране человеку, который не видит этого экрана, то есть эксперту. Здесь игрокам нужно будет проявить максимальные интеллектуальные способности, чтобы за одну минуту успеть объяснить как можно больше изображений. При этом нельзя называть однокоренные слова, но можно пропускать изображения. За каждое верное угаданное экспертом изображение участник получает один балл.

### Финал
В финал выходят два участника, которые набрали больше всего баллов за всю игру. Между ними проводится дуэль, по аналогии первого тура (разминки), но за каждый ответ присуждается 2 балла. По окончании финала и во время конечных титров звучит гимн LG — официального спонсора программы (в 2001—2002 — без слов, ранее — со словами).

### Конкурс для телезрителей
На экране появляется вопрос. Тот телезритель, который первым пришлёт правильный ответ на вопрос, ждёт приз от компании LG.

## Победители
Победителем сезона 2000—2001 годов стал Ваагн Авагян из села Верхняя Хава Воронежской области. В сезоне 2001—2002 годов победителя не удалось определить в связи с закрытием канала ТВ-6; после начала вещания вместо него канала ТВС программа возобновлена не была.